# Those of the Unlight
Those of the Unlight este al II-lea album de studio al trupei suedeze de black metal Marduk.  Albumul a fost lansat in anul 1993 de Osmose Productions  și  remasterizat în anul 2006 de către Regain Records  .

## Tracklist
1. "Darkness Breeds Immortality" – 3:49
2. "Those of the Unlight" – 4:43
3. "Wolves" – 5:50
4. "On Darkened Wings" – 4:16
5. "Burn My Coffin" – 5:15
6. "A Sculpture of the Night" – 3:29
7. "Echoes from the Past" – 7:06
8. "Stone Stands Its Silent Vigil" – 3:03
9. "Darkness Breeds Immortality" (Live)  *
10. "A Sculpture of the Night" (Live) *
11. "The Funeral Seemed to be Endless" (Live) *

- Bonus track de la versiunea remasterizată de Regain Records în 2006. *

## Componență
- Magnus Devo Andersson - chitară
- Morgan Steinmeyer Håkansson - chitară
- Bogge "B. War" Svensson - bas
- Joakim Göthberg  - baterie,voce